# مارك لورانس (مؤلف)
مارك لورانس (بالإنجليزية: Mark Lawrence)‏ (28 يناير 1966 في الولايات المتحدة)؛ روائي أمريكي.